# Coppa del Brasile 2008
La Coppa del Brasile 2008 (ufficialmente in portoghese Copa do Brasil 2008) è stata la 20ª edizione della Coppa del Brasile.

## Formula
Partite a eliminazione diretta con gare di andata e ritorno. In caso di pareggio nei tempi regolamentari, passa la squadra che ha realizzato il maggior numero di gol fuori casa. Nel caso non sia possibile determinare un vincitore con la regola dei gol fuori casa, sono previsti i tiri di rigore.
Nei primi due turni (primo turno e sedicesimi di finale) se la squadra che gioca la prima partita in trasferta vince con 2 o più gol di scarto, è automaticamente qualificata al turno successivo senza dover disputare la gara di ritorno.

## Partecipanti
54 squadre ammesse tramite piazzamenti nelle competizioni statali, 10 tramite Ranking CBF.
Flamengo (3° nel Ranking CBF 2007 e vincitore del Campionato Carioca 2007), San Paolo (5° e 3° nel Campionato Paulista 2007), Cruzeiro (9° e 2° nel Campionato Mineiro 2007), Santos (10° e vincitore del Campionato Paulista 2007) e Fluminense (11° e detentore del trofeo) esclusi per la partecipazione alla Coppa Libertadores 2008.

### Competizioni statali
Squadre ammesse per il miglior piazzamento nei campionati o nelle coppe statali:
| Stato               | Squadra (Città)                     | Motivo qualificazione                                  |
| ------------------- | ----------------------------------- | ------------------------------------------------------ |
| Acre                | Rio Branco-AC (Rio Branco)          | Vincitore del Campionato Acreano 2007                  |
| Alagoas             | Coruripe (Coruripe)                 | Vincitore del Campionato Alagoano 2007                 |
| Alagoas             | Corinthians Alagoano (Maceió)       | 2° nel Campionato Alagoano 2007                        |
| Amapá               | Trem (Macapá)                       | Vincitore del Campionato Amapaense 2007                |
| Amazonas            | Nacional-AM (Manaus)                | Vincitore del Campionato Amazonense 2007               |
| Amazonas            | Fast Clube (Manaus)                 | 2° nel Campionato Amazonense 2007                      |
| Bahia               | Vitória (Salvador)                  | Vincitore del Campionato Baiano 2007                   |
| Bahia               | Bahia (Salvador)                    | 2° nel Campionato Baiano 2007                          |
| Ceará               | Fortaleza (Fortaleza)               | Vincitore del Campionato Cearense 2007                 |
| Ceará               | Icasa (Juazeiro do Norte)           | 2° nel Campionato Cearense 2007                        |
| Distretto Federale  | Brasiliense (Taguatinga)            | Vincitore del Campionato Brasiliense 2007              |
| Distretto Federale  | Esportivo Guará (Guará)             | 2° nel Campionato Brasiliense 2007                     |
| Espírito Santo      | Linhares FC (Linhares)              | Vincitore del Campionato Capixaba 2007                 |
| Espírito Santo      | Jaguaré (Jaguaré)                   | Vincitore della Copa Espírito Santo 2007               |
| Goiás               | Atl. Goianiense (Goiânia)           | Vincitore del Campionato Goiano 2007                   |
| Goiás               | Goiás (Goiânia)                     | 2° nel Campionato Goiano 2007                          |
| Maranhão            | Maranhão (São Luís)                 | Vincitore del Campionato Maranhense 2007               |
| Maranhão            | Imperatriz (Imperatriz)             | 2° nel Campionato Maranhense 2007                      |
| Mato Grosso         | Cacerense (Cáceres)                 | Vincitore del Campionato Matogrossense 2007            |
| Mato Grosso         | Grêmio Jaciara (Jaciara)            | 2° nel Campionato Matogrossense 2007                   |
| Mato Grosso do Sul  | Águia Negra (Rio Brilhante)         | Vincitore del Campionato Sul-Matogrossense 2007        |
| Mato Grosso do Sul  | CENE (Campo Grande)                 | 2° nel Campionato Sul-Matogrossense 2007               |
| Minas Gerais        | Atlético Mineiro (Belo Horizonte)   | Vincitore del Campionato Mineiro 2007                  |
| Minas Gerais        | Democrata-GV (Governador Valadares) | 3° nel Campionato Mineiro 2007                         |
| Minas Gerais        | Ituiutaba (Ituiutaba)               | Vincitore della Taça Minas Gerais 2007                 |
| Pará                | Remo (Belém)                        | Vincitore del Campionato Paraense 2007                 |
| Pará                | Tuna Luso (Belém)                   | 2° nel Campionato Paraense 2007                        |
| Paraíba             | Nacional-PB (Patos)                 | Vincitore del Campionato Paraibano 2007                |
| Paraíba             | Sousa (Sousa)                       | 3° nel Campionato Paraibano 2007                       |
| Paraná              | Paranavaí (Paranavaí)               | Vincitore del Campionato Paranaense 2007               |
| Paraná              | Paraná (Curitiba)                   | 2° nel Campionato Paranaense 2007                      |
| Paraná              | Roma Apucarana (Apucarana)          | Vincitore della Copa Paraná 2006                       |
| Pernambuco          | Sport Recife (Recife)               | Vincitore del Campionato Pernambucano 2007             |
| Pernambuco          | Central-PE (Caruaru)                | 2° nel Campionato Pernambucano 2007                    |
| Piauí               | River (Teresina)                    | Vincitore del Campionato Piauiense 2007                |
| Piauí               | Barras (Barras)                     | Vincitore della Copa Piauí 2007                        |
| Rio de Janeiro      | Botafogo (Rio de Janeiro)           | 2° nel Campionato Carioca 2007                         |
| Rio de Janeiro      | Madureira (Rio de Janeiro)          | 3° nel Campionato Carioca 2007                         |
| Rio de Janeiro      | Volta Redonda (Volta Redonda)       | Vincitore della Copa Rio 2007                          |
| Rio Grande do Norte | ABC (Natal)                         | Vincitore del Campionato Potiguar 2007                 |
| Rio Grande do Norte | Baraúnas (Mossoró)                  | Vincitore della Copa RN 2007                           |
| Rio Grande do Sul   | Grêmio (Porto Alegre)               | 3° nel Campionato Gaúcho 2007                          |
| Rio Grande do Sul   | Juventude (Caxias do Sul)           | 4° nel Campionato Gaúcho 2007                          |
| Rio Grande do Sul   | Ulbra (Canoas)                      | 2° nella Copa FGF 2007                                 |
| Rondônia            | Ulbra Ji-Paraná (Ji-Paraná)         | Vincitore del Campionato Rondoniense 2007              |
| Roraima             | Atlético Roraima (Boa Vista)        | Vincitore del Campionato Roraimense 2007               |
| San Paolo           | São Caetano (São Caetano do Sul)    | 2° nel Campionato Paulista 2007                        |
| San Paolo           | Bragantino (Bragança Paulista)      | 4° nel Campionato Paulista 2007                        |
| San Paolo           | Juventus-SP (San Paolo)             | Vincitore della Copa Paulista 2007                     |
| Santa Catarina      | Chapecoense (Chapecó)               | Vincitore del Campionato Catarinense 2007              |
| Santa Catarina      | Criciúma (Criciúma)                 | 2° nel Campionato Catarinense 2007                     |
| Sergipe             | América-SE (Propriá)                | Vincitore del Campionato Sergipano 2007                |
| Sergipe             | Itabaiana (Itabaiana)               | Vincitore della Copa Governo do Estado de Sergipe 2007 |
| Tocantins           | Palmas (Palmas)                     | Vincitore del Campionato Tocantinense 2007             |

### Ranking
Squadre ammesse per il miglior piazzamento nel Ranking CBF 2007:
| Pos | Squadra          | Città          | Stato             |
| --- | ---------------- | -------------- | ----------------- |
| 2   | Corinthians      | San Paolo      | San Paolo         |
| 3   | Vasco da Gama    | Rio de Janeiro | Rio de Janeiro    |
| 7   | Palmeiras        | San Paolo      | San Paolo         |
| 8   | Internacional    | Porto Alegre   | Rio Grande do Sul |
| 13  | Guarani          | Campinas       | San Paolo         |
| 15  | Coritiba         | Curitiba       | Paraná            |
| 17  | Portuguesa       | San Paolo      | San Paolo         |
| 19  | Athl. Paranaense | Curitiba       | Paraná            |
| 21  | Santa Cruz       | Recife         | Pernambuco        |
| 22  | Náutico          | Recife         | Pernambuco        |

## Risultati

### Primo turno
Andata 13, 14 e 27 febbraio 2008, ritorno 27, 5 e 6 marzo 2008.
| Squadra 1            | Totale      | Squadra 2        | Andata | Ritorno |
| -------------------- | ----------- | ---------------- | ------ | ------- |
| Barras               | 0-6         | Corinthians      | 0-6    | -       |
| Fast Clube           | 3-2         | Santa Cruz       | 3-1    | 0-1     |
| Grêmio Jaciara       | 0-7         | Grêmio           | 0-1    | 0-6     |
| Ituiutaba            | 2-3         | Atl. Goianiense  | 0-0    | 2-3     |
| Tuna Luso            | 0-6         | Coritiba         | 0-0    | 0-6     |
| Ulbra Ji-Paraná      | 2-4         | Portuguesa       | 1-1    | 1-3     |
| Maranhão             | 1-2         | São Caetano      | 1-2    | -       |
| Roma Apucarana       | 0-2         | Volta Redonda    | 0-2    | -       |
| Chapecoense          | 3-1         | Guarani          | 3-1    | 0-0     |
| Sousa                | 1-4         | Vitória          | 1-4    | -       |
| Trem                 | 0-4         | Paraná           | 0-0    | 0-4     |
| Itabaiana            | 2-4         | Vasco da Gama    | 0-1    | 2-3     |
| Baraúnas             | 2-4         | Criciúma         | 2-2    | 0-2     |
| Linhares FC          | 0-0 4-5 dcr | Juventude        | 0-0    | 0-0     |
| Águia Negra          | 6-7         | Paranavaí        | 3-4    | 3-3     |
| Atlético Roraima     | 1-7         | Náutico          | 1-7    | -       |
| Corinthians Alagoano | 2-2 4-3 dcr | Athl. Paranaense | 1-1    | 1-1     |
| Madureira            | 2-2 4-3 dcr | ABC              | 1-1    | 1-1     |
| Coruripe             | 5-6         | Juventus-SP      | 4-1    | 1-5     |
| CENE                 | 0-2         | Palmeiras        | 0-2    | -       |
| Central-PE           | 2-0         | Remo             | 0-0    | 2-0     |
| Imperatriz           | 3-6         | Sport Recife     | 2-2    | 1-4     |
| Ulbra                | 1-2         | Brasiliense      | 1-1    | 0-1     |
| Nacional-PB          | 0-4         | Internacional    | 0-4    | -       |
| Democrata-GV         | 4-4 gfc     | Bragantino       | 3-2    | 1-2     |
| Icasa                | 5-4         | Bahia            | 3-2    | 2-2     |
| América-SE           | 0-4         | Fortaleza        | 0-0    | 0-4     |
| Cacerense            | 1-4         | Goiás            | 1-4    | -       |
| Rio Branco-AC        | 1-3         | Botafogo         | 1-3    | -       |
| Jaguaré              | 3-4         | River            | 3-2    | 0-2     |
| Palmas               | 0-7         | Atlético Mineiro | 0-7    | -       |
| Esportivo Guará      | 1-3         | Nacional-AM      | 1-3    | -       |

### Sedicesimi di finale
Andata 19, 20 marzo e 2 aprile 2008, ritorno 2, 3 e 9 aprile 2008.
| Squadra 1       | Totale      | Squadra 2            | Andata | Ritorno |
| --------------- | ----------- | -------------------- | ------ | ------- |
| Volta Redonda   | 0-2         | Portuguesa           | 0-0    | 0-2     |
| Fortaleza       | 1-4         | Corinthians          | 1-2    | 0-2     |
| Nacional-AM     | 3-6         | Atlético Mineiro     | 2-2    | 1-4     |
| Juventus-SP     | 2-3         | Náutico              | 2-0    | 0-3     |
| Chapecoense     | 0-2         | Internacional        | 0-2    | -       |
| Paraná          | gfc 2-2     | Vitória              | 1-0    | 1-2     |
| Bragantino      | 3-4         | Vasco da Gama        | 2-2    | 1-2     |
| Fast Clube      | 1-3         | Goiás                | 1-3    | -       |
| Atl. Goianiense | 2-2 4-3 dcr | Grêmio               | 2-1    | 1-2     |
| São Caetano     | 1-0         | Coritiba             | 1-0    | 0-0     |
| River           | 2-3         | Botafogo             | 2-1    | 0-2     |
| Central-PE      | 1-5         | Palmeiras            | 1-5    | -       |
| Brasiliense     | 2-6         | Sport Recife         | 1-2    | 1-4     |
| Madureira       | 0-3         | Juventude            | 0-3    | -       |
| Paranavaí       | 1-5         | Corinthians Alagoano | 0-1    | 1-4     |
| Icasa           | 1-6         | Criciúma             | 1-6    | -       |

### Ottavi di finale
Andata 16, 23 e 24 aprile 2008, ritorno 23 e 30 aprile 2008.
| Squadra 1            | Totale  | Squadra 2        | Andata | Ritorno |
| -------------------- | ------- | ---------------- | ------ | ------- |
| Goiás                | 3-5     | Corinthians      | 3-1    | 0-4     |
| São Caetano          | 4-2     | Atl. Goianiense  | 2-1    | 2-1     |
| Portuguesa           | 2-3     | Botafogo         | 1-1    | 1-2     |
| Paraná               | 3-5     | Internacional    | 2-0    | 1-5     |
| Vasco da Gama        | 3-2     | Criciúma         | 1-0    | 2-2     |
| Náutico              | 3-3 gfc | Atlético Mineiro | 3-2    | 0-1     |
| Corinthians Alagoano | gfc 3-3 | Juventude        | 2-0    | 1-3     |
| Palmeiras            | 1-4     | Sport Recife     | 0-0    | 1-4     |

### Quarti di finale
Andata 6, 7 e 8 maggio 2008, ritorno 13 e 14 maggio 2008.
| Squadra 1        | Totale | Squadra 2            | Andata | Ritorno |
| ---------------- | ------ | -------------------- | ------ | ------- |
| Corinthians      | 5-2    | São Caetano          | 2-1    | 3-1     |
| Internacional    | 2-3    | Sport Recife         | 1-0    | 1-3     |
| Vasco da Gama    | 8-2    | Corinthians Alagoano | 5-1    | 3-1     |
| Atlético Mineiro | 0-2    | Botafogo             | 0-0    | 0-2     |

### Semifinali
Andata 21 maggio 2008, ritorno 28 maggio 2008.
| Squadra 1    | Totale      | Squadra 2     | Andata | Ritorno |
| ------------ | ----------- | ------------- | ------ | ------- |
| Botafogo     | 3-3 4-5 dcr | Corinthians   | 2-1    | 1-2     |
| Sport Recife | 2-2 5-4 dcr | Vasco da Gama | 2-0    | 0-2     |

### Finale

#### Andata
| Arbitro: | Lopes |

| |            | |
| Dentinho 18’ Herrera 23’ Acosta 75’ | Marcatori  | 90’ Enílton |
| · Felipe P · Carlos Alberto D · William D · Chicão D · André Santos D · Fabinho C · Eduardo Ramos C · Nílton C · Alessandro C · Fábio Ferreira D · Diogo Rincón C · Acosta C · Dentinho A · Herrera A | Formazioni | · P Magrão · D Luisinho Netto · D Igor · D Durval · D Dutra · C Daniel Paulista · C Fábio Gomes · C Sandro Goiano · C Éverton · C Luciano Henrique · C Roger · A Carlinhos Bala · A Leandro Machado · A Enílton |
| Mano Menezes | Allenatori | Nelsinho Baptista |

#### Ritorno
| Arbitro: | Pena Júnior |

| |            | |
| Carlinhos Bala 34’ Luciano Henrique 37’ | Marcatori  | |
| · Magrão P · Diogo D · Igor D · Durval D · Dutra D · Daniel Paulista C · Sandro Goiano C · Luciano Henrique C · Éverton C · Kassio C · Enílton A · Carlinhos Bala A · Leandro Machado A · Roger A | Formazioni | · P Felipe · D Carlos Alberto · C Lulinha · D William 71’ · D Chicão · D André Santos · C Fabinho · C Eduardo Ramos · C Alessandro · C Diogo Rincón · C Acosta · A Dentinho · D Wellington Saci 88’ · A Herrera |
| Nelsinho Baptista | Allenatori | Mano Menezes |

Sport vincitore della Coppa del Brasile 2008 e qualificato per la Coppa Libertadores 2009.

## Classifica marcatori
| Pos. | Giocatore           | Squadra              | Gol |
| ---- | ------------------- | -------------------- | --- |
| 1    | Edmundo             | Vasco da Gama        | 6   |
| 2    | Germán Herrera      | Corinthians          | 5   |
| 2    | Reinaldo            | Corinthians Alagoano | 5   |
| 2    | Romerito            | Sport Recife         | 5   |
| 2    | Wellington Paulista | Botafogo             | 5   |
| 6    | Beto Acosta         | Fluminense           | 4   |
| 6    | Careca              | Águia Negra          | 4   |
| 6    | Danilinho           | Atlético Mineiro     | 4   |
| 6    | Dentinho            | Corinthians          | 4   |
| 6    | Diogo Rincón        | Corinthians          | 4   |
| 6    | Edixon Perea        | Grêmio               | 4   |
| 6    | Juninho             | Atl. Goianiense      | 4   |
| 6    | Mendes              | Juventude            | 4   |
| 6    | Paulo Baier         | Goiás                | 4   |
| 6    | Róbson Garanha      | Nacional-AM          | 4   |